# Milena Dravić
Milena Dravić (srb. Милена Дравић; Belgrado, 5 ottobre 1940 – Belgrado, 14 ottobre 2018) è stata un'attrice serba.

## Biografia
È stata una delle più celebri tra gli attori serbi ed jugoslavi. Ha recitato in più di cento ruoli cinematografici.
Iniziò la carriera di attrice per caso, quando nel 1958 lasciò per la prima volta Belgrado per recarsi da una zia a Sarajevo; qui incontrò il regista František Čap che le diede una parte nel suo film Vrata ostaju otvorena.

## Filmografia

### Cinema
- Kozara - L'ultimo comando (Kozara), regia di Veljko Bulajić (1962)
- Čovek nije tica, regia di Dušan Makavejev (1965)
- Le soldatesse, regia di Valerio Zurlini (1965)
- Jutro, l'alba di un giorno (Jutro), regia di Mladomir Puriša Đorđević (1967)
- La battaglia della Neretva (Bitka na Neretvi), regia di Veljko Bulajić (1969)
- Nuda dal fiume (Touha zvaná Anada), regia di Ján Kadár ed Elmar Klos (1971)
- W.R. - Misterije organizma, regia di Dušan Makavejev (1971)
- La quinta offensiva (Sutjeska), regia di Stipe Delić (1973)
- La paura (Strah), regia di Matjaž Klopčič (1974)
- Poseban tretman, regia di Goran Paskaljević (1980)
- La polveriera (Bure baruta), regia di Goran Paskaljević (1998)
- Sjaj u Ocima, regia di Srđan Karanović (2003)

### Televisione
- Hole in the Soul, regia di Dušan Makavejev, episodio della serie TV Director's Place (1994)
- Lud, zbunjen, normalan - serie TV (2007-2015)

## Riconoscimenti
- Festival di Cannes
  - 1980 – Prix du second rôle per Poseban tretman

- Dobričin prsten
  - 2016 – Premio alla carriera